# Werner Söderhjelm

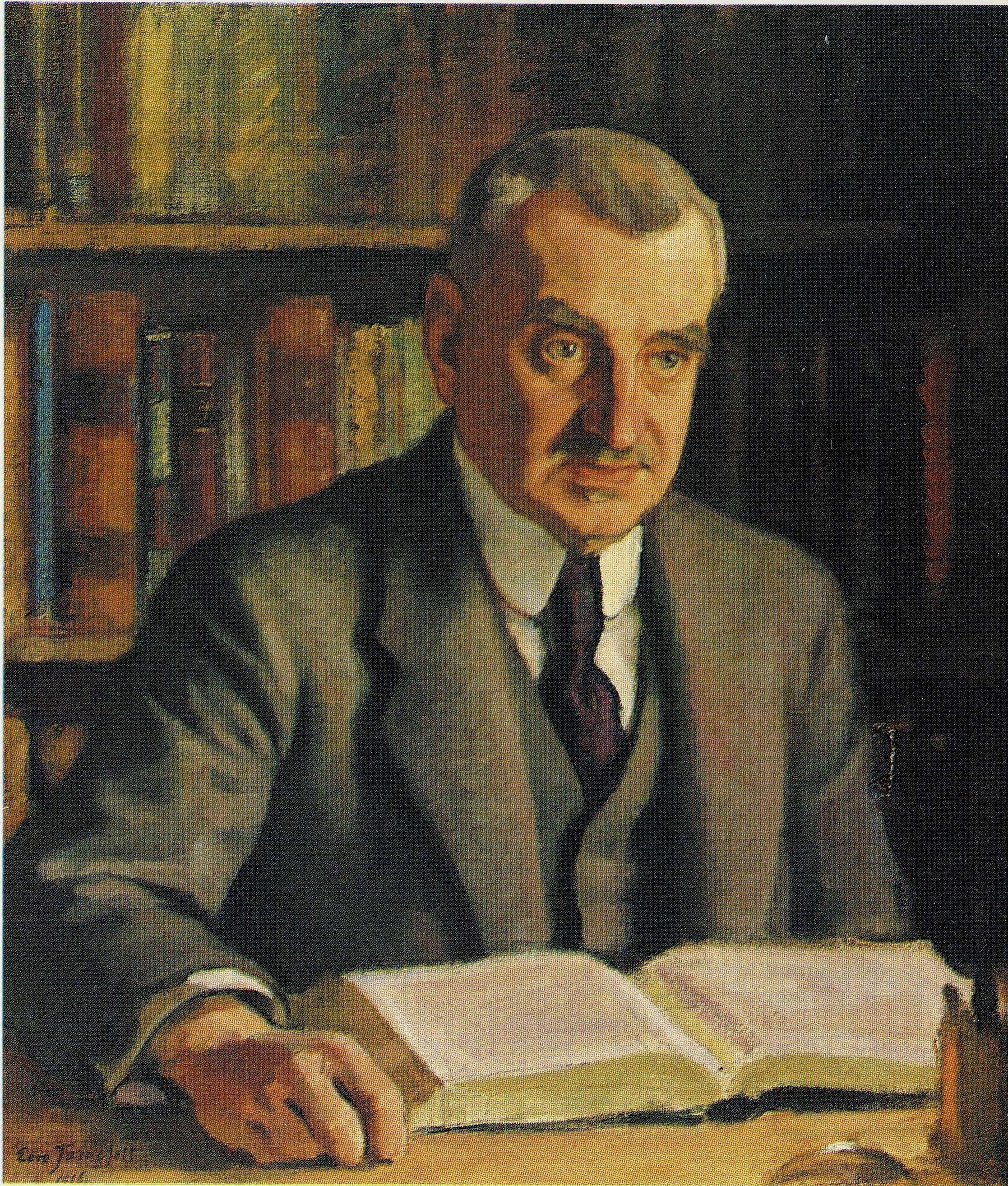
Werner Söderhjelm av Eero Järnefelt, 1916.

Jarl Werner Söderhjelm, född den 26 juli 1859 i Viborg, död den 16 januari 1931 i Helsingfors, var en finländsk språkforskare, litteraturhistoriker och diplomat. Han var son till Woldemar Söderhjelm, bror till Alma och Torsten Söderhjelm samt far till Henning Söderhjelm och Johan Otto Söderhjelm. 

## Biografi
Söderhjelm blev 1877 student, disputerade 1884 på avhandlingen Johann Elias Schlegel, särskildt såsom lustspelsdiktare samt blev 1885 filosofie doktor. Han studerade till en början litteraturhistoria för bland andra Michael Bernays i München 1883-1884 och för Erich Schmidt i Wien 1885, men vände snart sitt intresse åt den då i Finland okända moderna filologin och var bland 1885-1886 elev vid École des hautes études, där han studerade för Gaston Paris. 
År 1886 utnämndes han till docent i nyare litteratur och blev, sedan han 1888 utgivit Vie de Saint Laurent. Poéme du XII:e siécle, docent i romansk filologi och 1889 extra ordinarie professor i samma ämne. Då en ordinarie lärostol i germansk och romansk filologi upprättades 1898, blev Söderhjelm dess förste innehavare. Då professuren 1908 delades, övertog han den romanska. Från år 1913 innehade den då upprättade lärostolen i inhemsk och allmän litteraturhistoria. 
Han blev ledamot av Vetenskaps- och vitterhetssamhället i Göteborg 1925 och tjänstgjorde som lärare i moderna språk vid olika läroverk, bland annat i franska vid Tekniska högskolan 1891-1898. I syfte att främja det moderna språkstudiet stiftade han 1887 Nyfilologiska klubben. Som dess ordförande från 1890 och hedersordförande från 1902 hade Söderhjelm ett avgörande inflytande på hur undervisningen i moderna språk kom att utformas vid de finländska läroverken. Han utgav (tillsammans med Nanna Tötterman) fyra läroböcker i franska (i svenska och finska utgåvor). 
Vid urtima lantdagen 1905-1906 representerade Söderhjelm universitetet. Viktigast var dock hans inlägg i den konstitutionella försvarskampen, bland annat genom det inflytande han ägde bland den akademiska ungdomen. Inrikespolitiskt anslöt Söderhjelm sig närmast till ungfennomanska partiet. Han var chef för Finlands officiella upplysningsbyrå i Köpenhamn 1918-1919 och tjänstgjorde 1919-1928 som Finlands minister i Stockholm.
Vid sidan av sitt vetenskapliga författarskapet, utgav Söderhjelm även populärvetenskap. Artikelserien Nyare böcker, inhemska och utländska (i Hufvudstadsbladet, 1896-1905) populariserade strömningarna inom samtidens litteratur och införde därmed den moderna litteraturkritiken i finländsk press. Söderhjelm hade en lika omfattande produktion på finska språket som på svenska. Han förmedlade som litteraturforskare moderna åskådningar och metoder, som filolog införde han det germansk-romanska språkstudiet, som kritiker nydanade han genom sin starka konstnärliga känsla, sin intellektuella rörlighet och sin framställningskonst den litterära publicistiken i Finland och vande läsarna att använda nya mått. Under signaturen Pekka Malm utgav han 1901 romanen Brytningstider. Hans Skrifter utkom i tio band 1923-1925. 

## Utmärkelser
- Officier de l’instruction publique,  1891[2]
- Sankt Annas orden, tredje klass,  1907[2]
- Kommendör av 1. klass av Vasaorden,  1919[2]
- Kommendörstecknet av I klass av Finlands Vita Ros’ orden,  1919[2]
- Officer av Hederslegionen,  1921[2]
- Kommendör med stora korset av Nordstjärneorden,  1924[2]
- Storkorset av Finlands Vita Ros’ orden,  1928[2]
- Kommendör med stora korset av Vasaorden,  5 december 1928[3]

[Redigera Wikidata]

### Skönlitteratur
- Vid frukosten på Ulriksdals värdshus : söndagen den 14 oktober 1917. Stockholm. 1917. Libris 2555695 - Tillsammans med Ruben G:son Berg.
- Brytningstider : en historia från Finland. Stockholm: Wahlström & Widstrand. 1901. Libris 22548593. https://runeberg.org/swbryt/

### Varia
- Om Johann Elias Schlegel, särskildt som lustspelsdiktare. Helsingfors: Frenckell. 1884. Libris 763776 - Akademisk avhandling Helsingfors.
- Ströftåg och sommarminnen. 1-2 / upptecknade af W. S. Wiborg: Zilliacus. 1884. http://urn.fi/URN:NBN:fi-fd2010-00002485
- Petrarca in der deutschen Dichtung. Abdr. aus Acta Societatis scientiarum Fennicae ; 15. Helsingfors. 1886. Libris 3110993
- Fransk elementarbok. Helsingfors. 1891. Libris 3110998 - Medförfattare N. Tötterman. 
  -  (3., fullständigt omarbetade uppl). Helsingfors: Otava. 1899. Libris 22556273
  -  Ordlista till Fransk elementarbok 1. Helsingfors. 1891. Libris 3110999 - Medförfattare N. Tötterman.
- Das Martinleben des Péan Gatineau : Bemerkungen über Quellen und Sprache. Helsingfors. 1891. Libris 3110989
- Fransk läsebok : sammanställd efter Bierbaum m. fl. "Fransk elementarbok I". Helsingfors: Otava. 1892. Libris 1626796 - Medförfattare N. Tötterman.
- Fransk språklära. Helsingfors: Otava. 1892. Libris 3111000 - Medförfattare N. Tötterman.
- Germaniska och romaniska språkstudier : en blick på deras historia, metoder och hjälpmedel. Vetenskapliga Vägvisare ; 1. Stockholm: C. E. Fritzes hofbokh. 1892. Libris 1627642
- Moderna språk och deras studium i Finland : ett föredrag. Helsingfors. 1894. Libris 3110990
- Axel Gabriel Sjöström och hans vittra värksamhet. Särtryck ur Svenska litteratursällskapets förhandlingar och uppsatser ; 9. Helsingfors. 1895. Libris 8694357
- Finlands yngre finska litteratur : med 8 porträtt efter original af Albert Edelfelt, Eero Järnefelt och Louis Sparre. Stockholm. 1895. Libris 3110984
- Promotionspoesi vid Åbo universitet : anteckningar och utdrag. Helsingfors. 1897. Libris 2352371
- Topelius och Tavaststjerna : anteckningar ut efterlämnade papper. Helsingfors. 1898. Libris 11208698
- Choix de lectures françaises. Alfabetisk ordlista ; 1901. Helsingfors. 1900. Libris 3110997 - Medförfattare N. Tötterman.
- Karl August Tavaststjerna : en lefnadsteckning. Helsingfors. 1900. Libris 22549316. https://runeberg.org/wskat/
- Johan Ludvig Runeberg : hans lif och hans diktning. Del 1-2. Skrifter / utgivna av Svenska litteratursällskapet i Finland, 0039-6842 ; 61, 77. Helsingfors. 1904-1906. Libris 8073082
- Notes sur Antoine de la Sale et ses œuvres. Acta Societatis scientiarum Fennicæ, 99-0726003-7 ; 33:1. Helsingfors: Sociéte de littérature finnoise. 1904. Libris 790434
- Norges folkrepresentation : några anteckningar. Helsingfors. 1906. Libris 3110991
- Italiensk renässans : litteratur- och kulturstudier. Helsingfors: Helios. 1907. Libris 42070 - Tillsammans med Torsten Söderhjelm.
- Två föredrag om Goethe. Helsingfors. 1909. Libris 3110996
- La nouvelle française au 15:e siècle. Bibliothèque du 15:e siècle ; 12. Paris. 1910. Libris 3110992
- Studier i fransk berättarkonst. 1. Helsingfors. 1910. Libris 359299
- Francesco Maria Molza : en renässanspoets lefverne och diktning. Hfors. 1911. Libris 787411
- La culture intellectuelle en Finlande : conférence faite à l'École des hautes études sociales. [Paris. 1913. Libris 16022114
- Profiler ur finskt kulturliv. Helsingfors. 1913. Libris 2870955
- Oscar Levertin : en minnesteckning. Del 1-2. Stockholm: Bonnier. 1914-1917. Libris 22549738. https://runeberg.org/swlevertin/
- Afred de Vigny, det stolta lidandets skald. Helsingfors. 1915. Libris 3110980
- Åboromantiken och dess samband med utländska idéströmningar. Skrifter / utg. av Åbo akademikommitté, 99-1844595-5 ; 2. Stockholm. 1915. Libris 359198
- Utklipp om böcker. [1]-3. Essayer och kritiker. Stockholm. 1916-1920. Libris 365826
- Johannes Linnankoski : en finsk diktarprofil. Helsingfors: Holger Schildt. 1918. Libris 362822
- En finsk novellist. [Stockholm. 1919. Libris 19758155
- Fredrik Vetterlund : en födelsedagshälsning. Stockholm. 1925. Libris 3110986
- Un manuscrit du Roman de la Rose à la bibliothèque royale de Stockholm. Uppsala. 1925. Libris 3110988
- Läroår i främmande länder. Helsingfors. 1928. Libris 2866810

### Samlade upplagor och urval
- Skrifter. Helsingfors. 1923-1925. Libris 359307
- Band 1, Karl August Tavaststjerna : en lefnadsteckning, Del 1. 1924 libris=359311
- Band 2, Karl August Tavaststjerna : en lefnadsteckning, Del 2. 1924 libris=359312
- Band 3, Profiler. 1923 libris=359313
- Band 4, En samling resebrev. 1923 libris=359314
- Band 5, Johannes Linnankoski. 1924 libris=359310
- Band 6, Åboromantiken. 1924 libris=359315
- Band 7, Den franska novellens anor. 1924 libris=359308
- Band 8, Francesco Maria Molza : en renässanspoets leverne och diktning. 1924. Libris 3110985
- Band 9, Litterära uppsatser, 1. 1925 libris=359317
- Band 10, Litterära uppsatser, 2. 1925 libris=359309